# Grantessa glacialis
Grantessa glacialis är en svampdjursart som först beskrevs av Ernst Haeckel 1870.  Grantessa glacialis ingår i släktet Grantessa och familjen Heteropiidae. Inga underarter finns listade i Catalogue of Life.